# Avril 1942
Les événements concernant la Seconde Guerre mondiale sont détaillés dans l'article Avril 1942 (Seconde Guerre mondiale).

## Événements
- Dès avril 1942, les Japonais tentent de former une organisation de masse, le Mouvement des trois A (le Japon leader de l’Asie, protecteur de l’Asie, lumière de l’Asie). C’est un échec rapide et total.

- 2 avril : première du film La Symphonie fantastique de Christian-Jaque à Paris.

- 5 avril :
  - Raid du dimanche de Pâques
  - France : la Gestapo (police secrète d’État) s’installe officiellement en zone occupée.

- 7 avril : 
  - Les Américains capitulent aux Philippines.
  - Les dernières forces alliées abandonnent le combat à Sumatra. L'administrateur Van Mook seul réussit à se maintenir en Nouvelle-Guinée.

- 8 avril : la résistance polonaise informe Londres du gazage des Juifs à Chełmno.

- 9 avril :
  - Capitulation des troupes américaines de la presqu'île de Bataan : 76 000 prisonniers.
  - À Madrid (Espagne), alternative d'Antonio Mejías Jiménez dit « Antonio Bienvenida », matador espagnol.

- 13 avril : première utilisation d’un siège éjectable à air comprimé, construit par la société allemande Henke et utilisé par le commandant d’un chasseur He 280 qui parvient à s’éjecter de l’appareil à plus de 2 000 m d’altitude.

- 15 avril : 
  - La croix de George est attribuée à Malte par le roi George VI pour l'« héroïsme et la dévotion ».
  - Le général américain MacArthur est nommé commandant en chef des forces alliées dans le Pacifique.

- 16 avril : retour au pouvoir de Pierre Laval, qui est nommé chef du gouvernement par Philippe Pétain.

- 17 avril :
  - le général Giraud, détenu depuis mai 1940, s’évade de la forteresse allemande de Königstein où il était emprisonné;
  - démission du cabinet Darlan.

- 18 avril : 
  - Raid de Doolittle :Incursion d'une escadrille américaine (de seize B-25 du porte-avions USS Hornet) commandée par le colonel James Doolittle sur Nagoya, Tokyo et Yokohama.
  - France : par l’acte constitutionnel n° XI, Pétain crée la fonction de chef du gouvernement, responsable devant le chef de l’État, qui sera assumée par Pierre Laval, qui détient aussi les portefeuilles de l’Intérieur, des Affaires étrangères et de l’Information. Laval ne croit pas en la révolution nationale et la met en sommeil;
  - France : remplacement de Darlan  par Laval. Laval prend le titre officiel de chef du gouvernement de Vichy. René Bousquet secrétaire général de la police.

- 19 avril : 
  - attentat raté à Rennes contre Doriot : une grenade est lancée dans une salle où il s'exprime.
  - Premier vol du chasseur italien Macchi M.C.205 Veltro.

- 21 avril :  opération Abercrombie

- 25 avril : l’armée américaine débarque en Nouvelle-Calédonie, territoire déjà rallié à la France libre du Général de Gaulle.

- 26 avril : explosion dans la mine de Benxihu en Chine occupée6 par le Japon tuant 1 549 mineurs. C'est la catastrophe minière la plus meurtrière de l'histoire.

- 27 avril :  référendum sur la conscription au Canada. Lié par ses engagements, Mackenzie King annonce la tenue d’un plébiscite : 63,7 % des Canadiens approuvent la conscription, mais 71,2 % des Québécois s’y opposent. Le débat permet l’éclosion au Québec de mouvements nationalistes extrêmes et anti-britanniques (Ligues pour la défense du Canada, Bloc Populaire), accusés de trahison et de complicités fasciste par le Canada anglais.

- 27 avril :  la Royal Air Force lance une offensive aérienne contre Kiel avec 1 000 bombardiers.

- 28 avril : le Premier ministre de l'Irak Rachid Ali obtient un accord secret avec les puissances de l’Axe en faveur de l’indépendance des pays arabes et contre le foyer national Juif.
  - Alors au pouvoir avec l’appui britannique, Nuri Sa’id tente de faire avancer les projets d’unité arabe. Il appuie l’idée d’une union entre la Syrie et l’Irak (projet du Croissant fertile), en profitant du déclin de la France dans ses Mandats. Ces appels reçoivent un certain écho dans les villes de Syrie du Nord.

- 30 avril :  Hitler et Mussolini proposent d'envahir Malte le 10 juillet.

## Naissances
- 1er avril : Samuel R. Delany, écrivain de science-fiction.

- 2 avril : 
  - Jean-Noël Jeanneney, homme politique français.
  - Graham Bright, personnalité politique britannique († 21 janvier 2024).

- 4 avril : Michel Fourniret, violeur, pédocriminel et tueur en série français († 10 mai 2021).

- 5 avril :
  - Pascal Couchepin, homme politique et conseiller fédéral suisse.
  - Peter Greenaway, réalisateur britannique.
  - Alain Pompidou, biologiste et homme politique français († 12 décembre 2024).

- 9 avril : Carlos Corbacho Román, matador espagnol.

- 10 avril : Nick Auf Der Maur, journaliste.

- 11 avril : 
  - Anatoli Berezovoï, cosmonaute soviétique.
  - Paulin J. Hountondji, philosophe et homme politique béninois († 2 février 2024).

- 12 avril : 
  - Jacob Zuma, homme d'État sud-africain, président de l'Afrique du Sud de 2009 à 2018.
  - Carlos Reutemann, pilote automobile argentin († 7 juillet 2021).

- 14 avril :
  - Margaret Alva, femme politique indienne.
  - Valentin Lebedev, cosmonaute soviétique.

- 15 avril : Michel Dubost, évêque catholique français, évêque d'Évry.

- 17 avril :
  - Katia Krafft, volcanologue française († 3 juin 1991).
  - Buster Williams, contrebassiste de jazz américain.

- 18 avril : Seymour Stein, producteur de musique américain († 2 avril 2023).

- 24 avril : 
  - Bill Moon, ingénieur et contrôleur de vol américain.
  - Barbra Streisand, chanteuse américaine.

- 26 avril : Sharon Carstairs, politicienne et sénatrice.

- 27 avril : Valeri Polyakov, cosmonaute russe († 19 septembre 2022).

- 28 avril : Francisco Rico, professeur espagnol († 27 avril 2024).

## Décès
- 3 avril : Georges Truffaut, homme politique belge (° 22 décembre 1901).
- 8 avril : Suzan Rose Benedict, mathématicienne américaine (° 29 novembre 1873).
- 14 avril : Marcel Weinum, adolescent résistant, fondateur du réseau de Résistance « La Main Noire » (°5 février 1924).

- 24 avril : Lucy Maud Montgomery (67 ans), romancière canadienne.